# Pseudanthias conspicuus
Pseudanthias conspicuus és una espècie de peix de la família dels serrànids i de l'ordre dels perciformes.

## Hàbitat
És un peix marí de clima tropical i associat als esculls de corall.

## Distribució geogràfica
Es troba a l'Índia.